# Molesme
Molesme (e. molemma) település Franciaországban, Côte-d’Or megyében. Lakosainak száma 274 fő (2022. január 1.). Molesme Bragelogne-Beauvoir, Mussy-sur-Seine, Les Riceys, Larrey, Vertault, Villedieu, Bouix és Gomméville községekkel határos.

## Népesség
A település népességének változása:
| Lakosok száma | 258  | 246  | 224  | 225  | 267  | 266  | 265  | 264  | 264  | 274  |
|               | 1968 | 1982 | 1990 | 2006 | 2013 | 2015 | 2017 | 2019 | 2020 | 2022 |

## Híres emberek
- Szent Róbert itt hunyt el 1111-ben, az általa alapított bencés kolostorban.